# Supercopa de Japón 2000
La Supercopa de Japón 2000, también conocida como Supercopa Xerox 2000 (en inglés: Xerox Super Cup 2000) por motivos de patrocinio, fue la 7.ª edición de este torneo.
Fue disputada entre Júbilo Iwata, como campeón de la J. League Division 1 1999, y Nagoya Grampus Eight, como ganador de la Copa del Emperador 1999. El partido se jugó el 4 de marzo de 2000 en el Estadio Nacional de la ciudad de Tokio.

## Participantes
| Bandera de Prefectura de Shizuoka | Júbilo Iwata         | Campeón de la J. League Division 1 (1999) |
| Bandera de Prefectura de Aichi    | Nagoya Grampus Eight | Campeón de la Copa del Emperador (1999)   |

## Partido
| 4 de marzo de 2000, 14:47 (UTC+9) | Júbilo Iwata                                   | 1:1 (0:0) (3:2 p.)         | Nagoya Grampus Eight                          | Estadio Nacional, Tokio                                   |                                                           |
|                                   | Fukunishi 73'                                  | Reporte                    | Romildo 55'                                   | Asistencia: 25.063 espectadores Árbitro(s): Tōru Kamikawa | Asistencia: 25.063 espectadores Árbitro(s): Tōru Kamikawa |
|                                   |                                                | Tiros desde el punto penal |                                               |                                                           |                                                           |
|                                   | Hattori · Fujita · Ihara · Takahara · Nakayama |                            | Stojković · Hirano · Ōiwa · Yamaguchi · Lopes |                                                           |                                                           |

### Detalles
| 1          | Guardameta     | Yushi Ozaki        |     |
| 2          | Defensa        | Hideto Suzuki      |     |
| 23         | Defensa        | Takashi Fukunishi  |     |
| 4          | Defensa        | Masami Ihara       |     |
| 26         | Centrocampista | Norihiro Nishi     | 65' |
| 8          | Centrocampista | Daisuke Oku        |     |
| 6          | Centrocampista | Toshihiro Hattori  |     |
| 14         | Centrocampista | Takahiro Yamanishi | 65' |
| 10         | Centrocampista | Toshiya Fujita     |     |
| 19         | Delantero      | Naohiro Takahara   |     |
| 9          | Delantero      | Masashi Nakayama   |     |
| Entrenador | Entrenador     | Gjoko Hadžievski   |     |

| 1          | Guardameta     | Seigō Narazaki       |     |
| 4          | Defensa        | Kazuhisa Iijima      | 22' |
| 3          | Defensa        | Romildo              |     |
| 5          | Defensa        | Gō Ōiwa              |     |
| 2          | Defensa        | Seiichi Ogawa        |     |
| 9          | Centrocampista | Shigeyoshi Mochizuki |     |
| 6          | Centrocampista | Motohiro Yamaguchi   |     |
| 7          | Centrocampista | Tarik Oulida         | 10' |
| 11         | Centrocampista | Takashi Hirano       |     |
| 10         | Delantero      | Dragan Stojković     |     |
| 30         | Delantero      | Wagner Lopes         |     |
| Entrenador | Entrenador     | João Carlos          |     |

| 7  | Centrocampista | Fumitake Miura  | 65' |
| 13 | Delantero      | Nobuo Kawaguchi | 65' |

| 14 | Defensa        | Masahiro Koga   | 10' |
| 21 | Centrocampista | Tetsuya Okayama | 22' |

| Anotado | 73' | Takashi Fukunishi | 1-1 |

| Anotado | 55' | Romildo | 0-1 |

| Toshihiro Hattori | Acierto de penal         | 1:0 |                          |                    |
|                   |                          | 1:0 | Fallo de penal (Atajado) | Dragan Stojković   |
| Toshiya Fujita    | Acierto de penal         | 2:0 |                          |                    |
|                   |                          | 2:0 | Fallo de penal (Atajado) | Takashi Hirano     |
| Masami Ihara      | Acierto de penal         | 3:0 |                          |                    |
|                   |                          | 3:1 | Acierto de penal         | Gō Ōiwa            |
| Naohiro Takahara  | Fallo de penal (Atajado) | 3:1 |                          |                    |
|                   |                          | 3:2 | Acierto de penal         | Motohiro Yamaguchi |
| Masashi Nakayama  | Fallo de penal (Atajado) | 3:2 |                          |                    |
|                   |                          | 3:2 | Fallo de penal (Atajado) | Wagner Lopes       |

| Amonestado | 67' | Masashi Nakayama |
| Amonestado | 87' | Daisuke Oku      |

| Amonestado | 28' | Romildo          |
| Amonestado | 77' | Dragan Stojković |

| Árbitro             | Tōru Kamikawa       |
| Árbitros asistentes | Yoshikazu Hiroshima |
| Árbitros asistentes | Satoru Ishizawa     |
| Cuarto árbitro      | Toshimitsu Yoshida  |

| 1          | Guardameta     | Yushi Ozaki        |     |
| 2          | Defensa        | Hideto Suzuki      |     |
| 23         | Defensa        | Takashi Fukunishi  |     |
| 4          | Defensa        | Masami Ihara       |     |
| 26         | Centrocampista | Norihiro Nishi     | 65' |
| 8          | Centrocampista | Daisuke Oku        |     |
| 6          | Centrocampista | Toshihiro Hattori  |     |
| 14         | Centrocampista | Takahiro Yamanishi | 65' |
| 10         | Centrocampista | Toshiya Fujita     |     |
| 19         | Delantero      | Naohiro Takahara   |     |
| 9          | Delantero      | Masashi Nakayama   |     |
| Entrenador | Entrenador     | Gjoko Hadžievski   |     |

| 1          | Guardameta     | Seigō Narazaki       |     |
| 4          | Defensa        | Kazuhisa Iijima      | 22' |
| 3          | Defensa        | Romildo              |     |
| 5          | Defensa        | Gō Ōiwa              |     |
| 2          | Defensa        | Seiichi Ogawa        |     |
| 9          | Centrocampista | Shigeyoshi Mochizuki |     |
| 6          | Centrocampista | Motohiro Yamaguchi   |     |
| 7          | Centrocampista | Tarik Oulida         | 10' |
| 11         | Centrocampista | Takashi Hirano       |     |
| 10         | Delantero      | Dragan Stojković     |     |
| 30         | Delantero      | Wagner Lopes         |     |
| Entrenador | Entrenador     | João Carlos          |     |

| 7  | Centrocampista | Fumitake Miura  | 65' |
| 13 | Delantero      | Nobuo Kawaguchi | 65' |

| 14 | Defensa        | Masahiro Koga   | 10' |
| 21 | Centrocampista | Tetsuya Okayama | 22' |

| Anotado | 73' | Takashi Fukunishi | 1-1 |

| Anotado | 55' | Romildo | 0-1 |

| Toshihiro Hattori | Acierto de penal         | 1:0 |                          |                    |
|                   |                          | 1:0 | Fallo de penal (Atajado) | Dragan Stojković   |
| Toshiya Fujita    | Acierto de penal         | 2:0 |                          |                    |
|                   |                          | 2:0 | Fallo de penal (Atajado) | Takashi Hirano     |
| Masami Ihara      | Acierto de penal         | 3:0 |                          |                    |
|                   |                          | 3:1 | Acierto de penal         | Gō Ōiwa            |
| Naohiro Takahara  | Fallo de penal (Atajado) | 3:1 |                          |                    |
|                   |                          | 3:2 | Acierto de penal         | Motohiro Yamaguchi |
| Masashi Nakayama  | Fallo de penal (Atajado) | 3:2 |                          |                    |
|                   |                          | 3:2 | Fallo de penal (Atajado) | Wagner Lopes       |

| Amonestado | 67' | Masashi Nakayama |
| Amonestado | 87' | Daisuke Oku      |

| Amonestado | 28' | Romildo          |
| Amonestado | 77' | Dragan Stojković |

| Árbitro             | Tōru Kamikawa       |
| Árbitros asistentes | Yoshikazu Hiroshima |
| Árbitros asistentes | Satoru Ishizawa     |
| Cuarto árbitro      | Toshimitsu Yoshida  |

|                                   |
| Bandera de Prefectura de Shizuoka |
| Campeón Júbilo Iwata 1.er título  |